# الزيدي (الرقة)
الزيدي قرية سورية تتبع ناحية سلوك في منطقة تل أبيض في محافظة الرقة. بلغ عدد سكانها 403 نسمة في عام 2004 حسب إحصاء المكتب المركزي للإحصاء
غالبية سكانها هم ضنا ماجد من الفدعان من عنزة كذلك ولد سليمان من ضنا عبيد وجيس والنعيم وشمر والاكراد ويعتبرون ضنا ماجد هم النسبة الأكبر في الزيدي .